# La Voivre, Vosges
La Voivre är en kommun i departementet Vosges i regionen Grand Est (tidigare regionen Lorraine) i nordöstra Frankrike. Kommunen ligger i kantonen Saint-Dié-des-Vosges-Ouest som tillhör arrondissementet Saint-Dié-des-Vosges. År 2022 hade La Voivre 656 invånare.

## Befolkningsutveckling
Antalet invånare i kommunen La Voivre
| Referens: INSEE |